# Het Huis Van De Heer
Het huis van De Heer was een radioprogramma op 3FM. Het werd elke zaterdag en zondagochtend uitgezonden tussen 7.00 en 10.00 en gepresenteerd door Sander de Heer. Een vast typetje was de Klusjesman, wiens echte naam niet bekend is. De Klusjesman heeft aparte humor en heeft moeite met het omgaan met nieuwe dingen. Het programma werd voor het laatst uitgezonden in het weekeinde van 16 en 17 februari 2008. Hierna vertrok Sander de Heer van BNN naar de VARA en meteen naar Radio 2.

## Vaste items
Enkele vaste items uit het programma zijn:
- De Klotebaan (Sander gaat op zoek naar de vervelendste baan)
- De klusjeslijn (Luisteraars met een vraag over klussen kunnen bellen, waarop de Klusjesman een, meestal klungelig, antwoord geeft)
- Wat is ook al weer dat ene liedje? (Luisteraars kunnen bellen als ze van een bepaald liedje de titel niet weten, maar wel bijvoorbeeld een stukje tekst of het kunnen neuriën. Sander zoekt het liedje vervolgens op)
- Wat zit er in het prijzenpakket? (Even na 7 vertelt Sander wat er in het prijzenpakket (ter waarde van 5 euro) zit en om half 10 kunnen mensen bellen als ze het weten. De eerste die correct weet te vertellen wat er in het prijzenpakket zit, krijgt het)
- Wake-up Sanderservice (Luisteraars kunnen een e-mail of SMS sturen, waarop Sander enkelen van hen de volgende dag wakker belt en een aangevraagd liedje draait)

21 Jaar TROS Pop · 3FM BPM: MinistryOfBeats · 3FM Weekend Request · 3voor12Radio · AdreneLine · Altijd de eerste · ...And all that jazz · Andres · Angelique · Angeliques Afternoon · Annemieke Hier · Annemieke Plays · Anoûl · Arbeidsvitaminen · De Avondspits · De avonturen van Mark · Barend · Barend & Benner · Barend en Wijnand · De Bende van Van der Lende · De Boem Boem Disco Show · The Breakfast Club · Claudia d'r op · Club Carter · Curry en Van Inkel · De Dansbar · Dansen met Delsing · Dit is Domien · Domien, Jouw Ochtendshow · ... & dit is Claudia · Ekstra Weekend · Eva · Eva en Giel · Evers staat op · Frank & Eva: Welkom bij de club! · Franks feestje · GIEL · Harm dB · Hein · Herman · Het Betere Werk · Hier! · Jamie · Jan-Paul · Jasper · Joost · Jorien · Kaat tot Laat · Kevin · Lang leve het weekend! · LEX · Lieke · Markplaats · Mark + Rámon · Mega Top 30 · Michiel · Obi · De ochtenddienst · Olivier · De Orde van de Nacht · Parels van de nacht · Partij voor de Vrijdag · (P)laatwerk · RabRadio · Radio op 'n broodje · Rob · Rob & Wijnand en de Ochtendshow · Sanderdome · Sanders Vriendenteam · Saskia en Olivier · Slapen is voor Losers! · Slapen kan altijd nog · De Steen en Been Show · Studio Saskia · Superrradio · Tannaz · Thijs · Timur op 3FM · Vera on Track · Vier Sas! · Vrij · Weekend Wijnand · Wijnand · @Work · Xnoizz
Huidige programma's: Domien (NPO 3FM) · Eva (NPO 3FM) · Eva en Giel (NPO 3FM) · Franks feestje (NPO 3FM) · Harm dB (NPO 3FM) · Nachtbrakers (NPO Radio 1)  · De Overnachting (NPO Radio 1) · Sanderdome (NPO 3FM) · Slapen is voor Losers! (NPO 3FM) · Start (NPO Radio 1) · That's Live (NPO 3FM) · Thijs (NPO 3FM) · De Weekendshow (NPO Radio 2) · De Wereld van BNN (NPO Radio 1)
Voormalige programma's: @Work · Alle 40 goed! · BNN Today · Coen en Sander Show · Club Ajouad · CroisSanderShow · Dit is Domien · Het Huis Van De Heer · Live vanuit Klazienaveen · Klaarwakker Kristel · Muijs In Het Huis · Open Radio met Timur en Rámon · Het Platenpaleis · Rámon, met een streepje op de A · ruuddewild.nl · Sanderdaynight · Tiësto's Club Life · Timur · Vrij · Wout! · Zoëyzo